# A GREAT FOOL
『A GREAT FOOL』（ア・グレート・フール）は、2021年12月15日に発売された日本のヒップホップMC、Novel Coreの2枚目のアルバムである。
第1弾アーティストとして契約したBMSGからのリリースであり、Novel Coreのメジャー1stアルバムとなる。BMSG MUSIC SHOPでは数量限定で『A GREAT FOOL』のフィジカル盤も販売された。

## 背景・制作
本作は発売から3年、5年と経っていった時にしっかりと意味があった1枚にしたいという思いから制作された。当初はジャンル無視で自分のやりたいことをひたすらやるアルバムにしようと思っていたが、人の人生に何かしらの影響を与えるものをつくりたいという考えにシフトしたという。自分主体で制作をしていたインディーズ時代からメジャーレーベルへと移り、初めてのチームのスタッフとの制作を通し、「俺」ではなくて「俺たち」が一人称になった感じがあるとNovel Coreは語っている。
制作は2020年末から開始。2021年の1月末から4月頃までの間に休養を挟んでの制作となった。「恐れを知らない大馬鹿者であり続けろ」がコンセプトとなり、アルバムタイトルのA GREAT FOOLはそのコンセプトからきている。客演にAK-69、SKY-HI、SG、プロデューサーに山中拓也（THE ORAL CIGARETTES）、UTAらが参加しているが、Novel Coreが今回のタイミングでやることに意味があると確信した者にオファーをして実現した。

## アートワーク
アルバムのジャケットのデザインはグラフィックアーティストのK2が担当した。

## ライブ
2022年1月22日に川崎CLUB CITTA'にて自身初の有観客単独ライブ＜Novel Core “A GREAT FOOL” BIRTHDAY LIVE＞を開催。

## 収録曲
| #   | タイトル                 | 作詞               | 作曲                                     | 時間 |
| --- | ------------------------ | ------------------ | ---------------------------------------- | ---- |
| 1.  | 「Intro」                |                    |                                          | 0:11 |
| 2.  | 「A GREAT FOOL」         | Novel Core         | Takuya Yamanaka from THE ORAL CIGARETTES | 3:18 |
| 3.  | 「DOG -freestyle-」      | Novel Core         | Yosi                                     | 2:49 |
| 4.  | 「PANIC! feat. SKY-HI」  | Novel Core, SKY-HI | Matt Cab & MATZ                          | 3:06 |
| 5.  | 「WIN feat. AK-69」      | Novel Core, AK-69  | Yosi                                     | 3:31 |
| 6.  | 「WAGAMAMA MONDAIJI」    | Novel Core         | KM                                       | 3:06 |
| 7.  | 「LOVE SONG feat. SG」   | Novel Core         | Yackle                                   | 2:46 |
| 8.  | 「2021 (Skit)」          |                    |                                          | 0:51 |
| 9.  | 「PERIOD.」              | Novel Core         | Yackle                                   | 3:09 |
| 10. | 「THANKS, ALL MY TEARS」 | Novel Core         | UTA                                      | 3:26 |

## チャート
| チャート                               | 最高順位 | 出典   |
| -------------------------------------- | -------- | ------ |
| オリコン週間デジタルアルバムランキング | 4        | [ 10 ] |
| Billboard Japan Download Albums        | 3        | [ 11 ] |